# Maos letzter Tänzer
Maos letzter Tänzer ist die Verfilmung der Geschichte des herausragenden Balletttänzers Li Cunxin. Diese Biografie in bewegenden Bildern zeigt den Weg eines unscheinbaren, ungewöhnlich talentierten Jungen von der chinesischen Provinz bis auf die Bühnen der hohen Kunst des Balletts. 

## Handlung
1972 wird der damals elfjährige Li Cunxin aus der chinesischen Provinz von Talentsuchern entdeckt und an der Pekinger Ballettakademie aufgenommen. In den sieben Jahren seiner Ausbildung in der ihm fremden Umgebung und unter strengsten Trainingsbedingungen lernt Li, seine Gefühle im Tanz umzusetzen, und entwickelt eine tiefe Leidenschaft für das Ballett. Aufgrund seines herausragenden Talents erhält er die Chance, als einer der ersten Tänzer aus China im Rahmen eines Kulturaustauschs mit den Vereinigten Staaten an einem Kurs des Houston Balletts, eine der führenden Ballettkompanien der Vereinigten Staaten, teilzunehmen. Ben Stevenson, der Leiter des Balletts, fördert ihn und lässt ihn, als der Hauptdarsteller wegen Verletzung ausfällt, kurzfristig die Hauptrolle in Don Quijote tanzen. Er wird mit einem Schlag bekannt. 
Während seines Aufenthalts in Houston verliebt sich Li in die Tänzerin Elizabeth. Gleichzeitig wächst seine Zerrissenheit zwischen der Sehnsucht nach seiner Heimat und den Verlockungen im Land der unbegrenzten Möglichkeiten. Weil er sich aber immer mehr mit der amerikanischen Lebensweise angefreundet hat und die Freiheit schätzt, die ihm hier geboten wird, fällt er die schwerwiegende Entscheidung, nicht mehr in seine Heimat zurückzukehren. Mithilfe einer Ehe mit Elizabeth will er US-amerikanischer Staatsbürger werden. Als er dem chinesischen Botschafter davon berichtet, wird er jedoch gegen seinen Willen im Konsulat festgehalten. Erst nachdem sein Anwalt Foster vermittelt und weitere rechtliche Schritte einleitet, wird Li am nächsten Tag wieder freigelassen. Ab diesem Zeitpunkt darf er nicht mehr nach China zurückkehren, und jeglicher Kontakt zu seiner Familie in China bleibt unterbunden.

## Kritiken
Oliver Heilwagen von Kultiversum.de meint: Das konventionelle Biopic setzt auf prächtig inszenierte Tanz-Szenen und große Gefühle, enthält sich aber rührseligen Kitsches. Und jeder Polit-Propaganda. Anstelle von Commie-Bashing zeichnet Regisseur Bruce Beresford ein differenziertes Bild des chinesischen Alltags im Spätmaoismus und danach. Ebenso wenig erscheinen die USA als Gelobtes Land: Lis Kulturschock bei der Ankunft wird ausgiebig dargestellt. So weitet sich seine Lebensgeschichte zum einfühlsamen Porträt einer ganzen Generation, die auf Chinas Achterbahnfahrt von der Kulturrevolution zum Manchester-Kapitalismus kräftig durchgeschüttelt wird.

## Hintergrund
Li Cunxin veröffentlicht 2003 seine Erinnerungen unter dem Titel Mao’s Last Dancer: ein Rückblick auf seinen Lebensweg, der von Mut und Entschlossenheit zeugt und dem Willen, seinem Talent zu folgen:
- Li Cunxin: Mao’s Last Dancer, Penguin, 2006, ISBN 978-0141320861.